# Жерновский район
Жерновский район — административно-территориальная единица в Саратовской области, существовавшая в 1935—1959 годах. Административный центр — с. Березовка

## История
Район образован 18 января 1935 года в составе Саратовского края (с 1936 года — в Саратовской области). В состав района входило 56 сёл: 1.Берёзовка, 2.Усть-Уза, 3.Ивановка, 4.Кожевино, 5.Арсентьевка, 6.деревня Жерновка, 7.Студёное, 8.Батыгин, 9.Прокудино, 10.Палатовка (мокрая), 11.Лисичкино, 12.Богдановка, 13.Тургенево, 14.Осинов Куст, 15.Сорочье, 16.Давыдовка, 17.Булыгино, 17.18.Шлёпин Умёт, 19.Софьино, 20.Жуковка, 21.Асмётовка, 22.Тракторный, 23.Натальино, 24.Конёвка, 25.Елховка, 26.Новозахаркино, 27.Ямпольевка, 28.Маресево, 29.Тарумовка, 30.Мокрое, 31.Вишнёвое, 32.Озёрки, 33.Агарёвка, 34.Языковка, 35.Марьевка, 36.Михайловка, 37.Белое Озеро, 38.Садовка 1, 39.Садовка 2, 40.Орловка, 41.ст.Жерновка, 42.МТС, 43.Еленино, 44.Александровка, 45.Алексеевка, 46.Красноармеец, 47.Рудаковка, 48.Петрово, 49.Малоросы, 50.Бердинка, 51.Якобьевка, 52.Гудошино, 53.Саратовка, 54.Косово, 55.Палатовка (сухая), 56.Оркино.  (по сведениям Вавилова А.С.)
В июне 1959 года район был упразднён, его территория вошла в состав Петровского и Аткарского районов.